# Buca di potenziale
In meccanica quantistica la buca di potenziale è un potenziale unidimensionale che commuta tra due valori, in corrispondenza di un certo intervallo {\displaystyle 0<x<a}; il più piccolo dei due livelli di potenziale può essere sempre posto uguale a zero. 
Una funzione del tipo:
{\displaystyle V(x)={\begin{cases}0&0<x<a\\\infty &x<0;\,x>a\end{cases}}}
costituisce una buca di potenziale infinita, mentre
{\displaystyle V(x)={\begin{cases}0&0<x<a\\V_{0}&x<0;\,x>a\end{cases}}}
definisce una buca di potenziale finita.

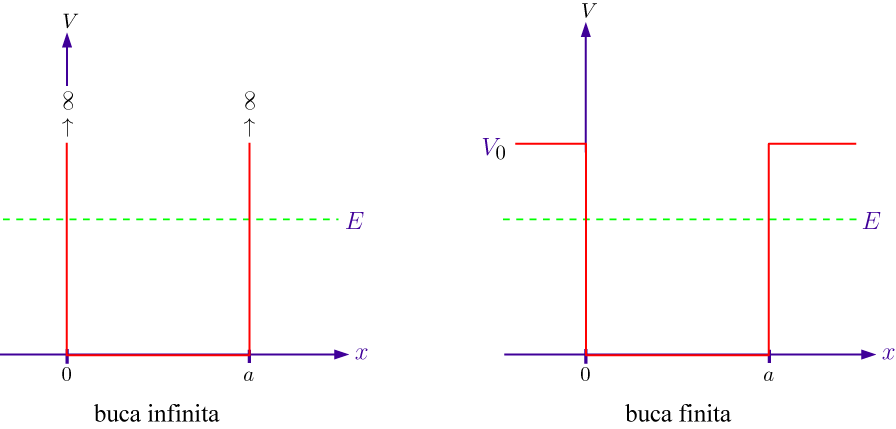
Schema del potenziale unidimensionale delle buche di potenziale finita ed infinita.

In modo simile, si possono definire delle buche di potenziale in due o tre dimensioni.

## Buca di potenziale infinita
L'equazione di Schrödinger stazionaria in una dimensione è in generale
{\displaystyle -{\frac {\hbar ^{2}}{2m}}{\frac {d^{2}}{dx^{2}}}\psi (x)+V(x)\,\psi (x)=E\,\psi (x).}
dove m è la massa della particella, E l'energia dello stato {\displaystyle \psi }.
Come mostrato in figura, il potenziale divide la regione in tre zone: la prima per {\displaystyle x<0}, la seconda {\displaystyle 0<x<a} e la terza per {\displaystyle x>a}; allora, il problema va trattato in ognuna delle tre zone e le soluzioni vanno poi raccordate in corrispondenza dei punti di separazione.
Chiaramente nella zona {\displaystyle x<0} e nella zona {\displaystyle x>a} l'unica soluzione per cui {\displaystyle V(x)\to \infty } si ha per
{\displaystyle \psi (x)=0,\qquad x<0,x>a.}
Nella zona {\displaystyle 0<x<a}, l'equazione di Schrödinger, per {\displaystyle V(x)=0}, coincide con quella di una particella libera:
{\displaystyle -{\frac {\hbar ^{2}}{2m}}{\frac {d^{2}}{dx^{2}}}\psi (x)=E\,\psi (x),}
in cui le energie devono essere positive, {\displaystyle E>0}, in modo da avere soluzioni continue e normalizzabili. Possiamo, così, introdurre il vettore d'onda k, tale che {\displaystyle k^{2}={\frac {2mE}{\hbar ^{2}}}}, in modo da riscrivere l'equazione di Schrödinger come:
{\displaystyle {\frac {d^{2}}{dx^{2}}}\psi (x)=-k^{2}\,\psi (x)}
Quest'ultima ha soluzione generale in termini degli esponenziali complessi {\displaystyle e^{\pm ikx}}:
{\displaystyle \psi (x)=Ae^{ikx}+Be^{-ikx}}
con A, B coefficienti reali arbitrari da determinarsi imponendo le condizioni al contorno. Ma per il nostro problema non esistono stati con {\displaystyle E<0}. Quindi imponendo le condizioni al contorno:
{\displaystyle \psi (0)=\psi (a)=0}
otteniamo
{\displaystyle \psi (x=0)=A+B=0}
cioè {\displaystyle A=-B}
Inoltre per
{\displaystyle \psi (x=a)=Ae^{ika}+Be^{-ika}=0}
da cui sostituendo le espressioni reali tramite la formula di Eulero:
{\displaystyle ka=n\pi }
Dunque le due soluzioni corrispondono a quest'unica soluzione:
{\displaystyle \psi (x)=2A\sin {(kx)}}
dove {\displaystyle k={\frac {n\pi }{a}}} a cui corrisponde una quantizzazione dell'energia, cioè la discretizzazione dell'energia della particella dipendente dal numero n = 1, 2, ... intero positivo:
{\displaystyle k^{2}={\frac {n^{2}\pi ^{2}}{a^{2}}}={\frac {2mE}{\hbar ^{2}}}\;\;\;\longrightarrow \;\;\;E_{n}={\frac {\pi ^{2}\hbar ^{2}}{2ma^{2}}}n^{2}}
Le autofunzioni sono quindi:
{\displaystyle \psi _{n}(x)=2A_{n}\sin {(k_{n}x)}}
Imponendo la normalizzazione degli stati, si ottiene la costante A:
{\displaystyle \int _{-\infty }^{+\infty }dx\,{|\psi (x)|}^{2}=1\;\;\;\Longrightarrow \;\;\;\int _{0}^{a}dx\,4{|A_{n}|}^{2}\sin ^{2}{(k_{n}x)}=1}
dalla quale:
{\displaystyle 2a{|A|}^{2}=1}
{\displaystyle A={\frac {1}{\sqrt {2a}}}}
Le autofunzioni normalizzate
{\displaystyle \psi _{n}(x)={\sqrt {\frac {2}{a}}}\sin \left({\frac {n\pi }{a}}x\right)}

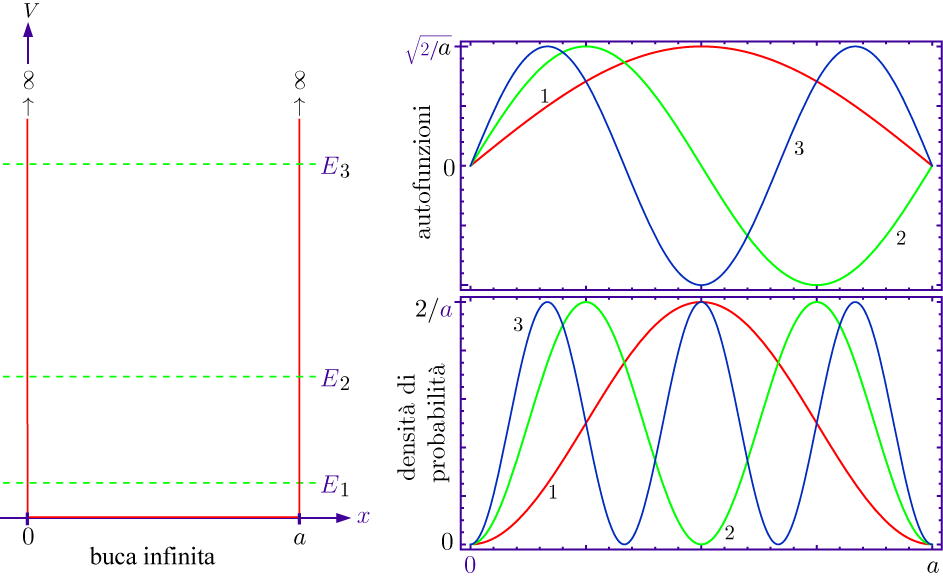
Energia potenziale, autofunzioni e densità di probabilità associate allo stato fondamentale e ai primi stati eccitati della buca di potenziale infinita.

costituiscono una base ortonormale per lo spazio di Hilbert {\displaystyle {\mathcal {L}}^{2}(0,a)}, 
essendo:
{\displaystyle \int _{-\infty }^{\infty }\psi _{n}^{*}(x)\psi _{m}(x)\,dx=\delta _{nm}}
Lo stato fondamentale corrisponde alla scelta n = 1. Seguono gli stati eccitati (vedi figura).
La soluzione completa del problema è esprimibile come sviluppo di autofunzioni dell'energia:
{\displaystyle \Psi (x)=\sum _{n=1}^{\infty }c_{n}\psi _{n}(x)=\sum _{n=1}^{\infty }c_{n}{\sqrt {\frac {2}{a}}}\sin(kx)}
dove i coefficienti {\displaystyle c_{n}} sono dati da:
{\displaystyle \int _{-\infty }^{\infty }\psi _{n}^{*}(x)\Psi (x)\,dx=\sum _{m=1}^{\infty }c_{m}\int _{-\infty }^{\infty }\psi _{n}^{*}(x)\psi _{m}(x)\,dx=c_{n}}
i cui moduli quadri rappresentano la probabilità che una misura dell'energia fornisca come risultato:
{\displaystyle E=E_{n}}
Il valore medio dell'energia si ricava dalla:
{\displaystyle \langle H\rangle =\int _{-\infty }^{\infty }\Psi ^{*}(x)H\Psi (x)\,dx=\sum _{n}c_{n}E_{n}\int _{-\infty }^{\infty }\Psi ^{*}(x)\psi _{n}(x)\,dx=\sum _{n}|c_{n}|^{2}E_{n}}
L'evoluzione temporale della funzione d'onda è la soluzione dell'equazione di Schrödinger dipendente dal tempo:
{\displaystyle i\hbar {\frac {\partial \Psi (x,t)}{\partial t}}=H\Psi (x,t)}
e quindi è:
{\displaystyle \Psi (x,t)=\sum _{n}c_{n}e^{-iE_{n}t/\hbar }\psi _{n}(x)}

## Buca di potenziale finita
Ridefiniamo la scala delle coordinate in modo che il potenziale sia simmetrico per riflessioni, del tipo {\displaystyle x\to -x}, e ridefiniamo la scala delle energie in modo da avere:
{\displaystyle V(x)={\begin{cases}-V_{0}&\vert x\vert <a\\0&\vert x\vert >a\end{cases}}.}

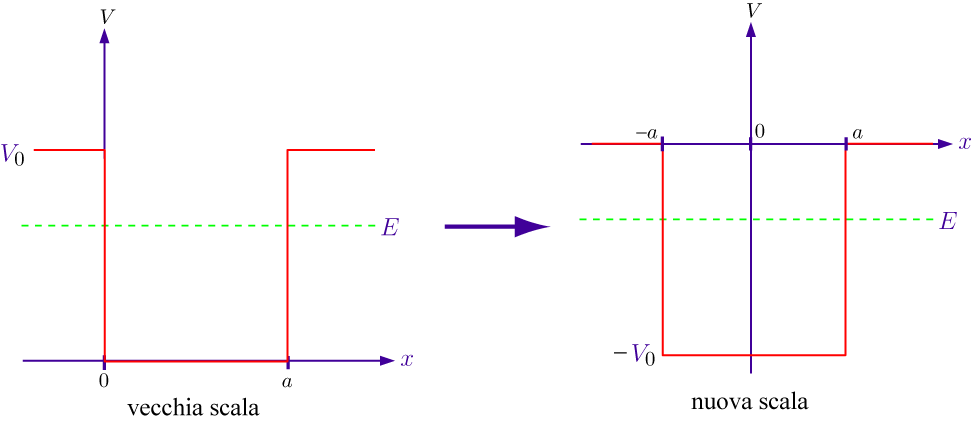
Buca di potenziale finita nella vecchia e nella nuova scala delle lunghezze e delle energie.

In questo caso l'equazione di Schrödinger nelle zone {\displaystyle \vert x\vert >a} e {\displaystyle \vert x\vert <a} è del tipo:
{\displaystyle {\begin{cases}-{\frac {\hbar ^{2}}{2m}}{\frac {d^{2}}{dx^{2}}}\psi (x)+|E|\,\psi (x)=0&\,\vert x\vert >a\\-{\frac {\hbar ^{2}}{2m}}{\frac {d^{2}}{dx^{2}}}\psi (x)-(V_{0}-|E|)\,\psi (x)=0&\,\vert x\vert <a\end{cases}}}
Poiché
{\displaystyle V\left(x\right)=V\left(-x\right),}
l'operatore hamiltoniano commuta con l'operatore parità:
{\displaystyle \left[H,P\right]=0}
Le funzioni d'onda soluzione dell'equazione di Schrödinger sono autofunzioni dell'energia e della parità. Poniamo le due quantità reali:
{\displaystyle \lambda ^{2}={\frac {2m|E|}{\hbar ^{2}}}}
{\displaystyle q^{2}={\frac {2m(V_{0}-|E|)}{\hbar ^{2}}}}
l'equazione di Schrödinger si riscrive:
{\displaystyle {\begin{cases}{\frac {d^{2}}{dx^{2}}}\psi (x)-\lambda ^{2}\psi (x)=0&\,|x|>a\\{\frac {d^{2}}{dx^{2}}}\psi (x)+q^{2}\psi (x)=0&\,|x|<a\end{cases}}}
Esplicitamente le funzioni d'onda sono date da:
{\displaystyle \psi (x)={\begin{cases}e^{i\lambda x}+Be^{-i\lambda x}&\,x<-a\\C\psi ^{+}(x)+D\psi ^{-}(x)&\,-a\leq x\leq a\\De^{i\lambda x}&\,x>a\end{cases}}}
dove le autofunzioni:
{\displaystyle \psi ^{+}\left(x\right)=\psi ^{+}\left(-x\right)}
sono a parità pari, mentre
{\displaystyle \psi ^{-}\left(x\right)=-\psi ^{-}\left(-x\right)}
sono a parità dispari.
Trattiamo il caso delle autofunzioni pari prendendo gli esponenziali reali:
{\displaystyle \psi ^{+}(x)={\begin{cases}Be^{\lambda x}&\,x<-a\\C\cos(qx)&\,-a\leq x\leq a\\Be^{-\lambda x}&\,x>a\end{cases}}}
per la parità delle autofunzioni basta imporre la condizione di continuità della funzione d'onda e della sua derivata prima in {\displaystyle x=-a} perché la stessa condizione sia soddisfatta in {\displaystyle x=a}:
{\displaystyle \psi ^{+}(x)={\begin{cases}Be^{-\lambda a}=C\cos(qa)\\B\lambda e^{-\lambda a}=Cq\sin(qa)\end{cases}}}
da queste due otteniamo:
{\displaystyle q\tan(qa)=\lambda }
Questa equazione può essere risolta graficamente. Definiamo:
{\displaystyle y=qa,\qquad y_{0}^{2}={\frac {2mV_{0}a^{2}}{\hbar ^{2}}}}
da cui:
{\displaystyle \lambda ^{2}\,a^{2}=y_{0}^{2}-q^{2}\,a^{2}=y_{0}^{2}-y^{2}{\text{.}}}
Rappresentando a grafico i due membri dell'equazione:
{\displaystyle \tan y={\frac {\sqrt {y_{0}^{2}-y^{2}}}{y}}\qquad {\mbox{ per }}\quad y^{2}\leq y_{0}^{2}}
otteniamo dalle intersezioni le soluzioni che corrispondono ai livelli di energia discreti.
Allo stesso modo nel caso delle autofunzioni dispari:
{\displaystyle \psi ^{-}(x)={\begin{cases}B^{\prime }e^{\lambda x}&\,x<-a\\C^{\prime }\sin(qx)&\,-a\leq x\leq a\\B^{\prime }e^{-\lambda x}&\,x>a\end{cases}}}
per la parità delle autofunzioni basta imporre la condizione di continuità della funzione d'onda e della sua derivata prima in {\displaystyle x=a} perché la stessa condizione sia soddisfatta in {\displaystyle x=-a}:
{\displaystyle \psi ^{-}(x)={\begin{cases}B^{\prime }e^{-\lambda a}=-C^{\prime }\sin(qa)\\B^{\prime }\lambda e^{-\lambda a}=C^{\prime }q\cos(qa)\end{cases}}}
da queste due otteniamo:
{\displaystyle q\cot(qa)=-\lambda }
La soluzione di questa equazione può essere fatta via grafica, graficando i due membri dell'equazione:
{\displaystyle -\cot y={\frac {\sqrt {y_{0}^{2}-y^{2}}}{y}}\qquad {\mbox{ per }}\quad y^{2}\leq y_{0}^{2}}
che possiamo riscrivere nella forma:
{\displaystyle \tan y=-{\frac {y}{\sqrt {y_{0}^{2}-y^{2}}}}\qquad {\mbox{ per }}\quad y^{2}\leq y_{0}^{2}}
Otteniamo dalle intersezioni le soluzioni che corrispondono ai livelli di energia discreti.

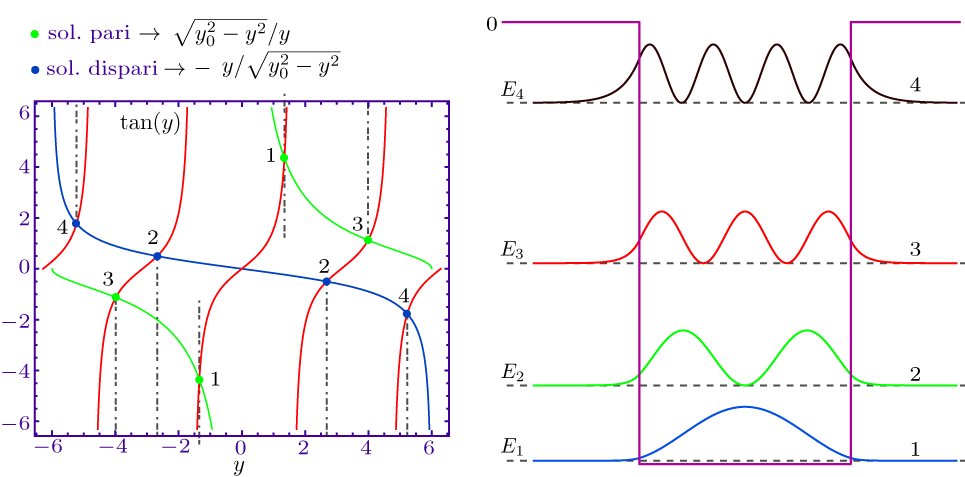
Energia potenziale e densità di probabilità associate agli autostati dell buca di potenziale finita nel caso y_{0}=6.

Ad esempio, per {\displaystyle y_{0}=6}, le soluzioni grafiche sono mostrate in figura. Notiamo che ogni autostato è doppiamente degenere.
Le autofunzioni sono quindi:
{\displaystyle \psi _{E}(x)={\begin{cases}e^{-\lambda |x|}&\,|x|>a\\\psi ^{+}(x)=\cos(qx)&\,|x|\leq a\\\psi ^{-}(x)=\sin(qx)&\,|x|\leq a\end{cases}}}
dove {\displaystyle \lambda } e {\displaystyle q} sono definite sopra e legate tra loro.